# سارگپه سقطرا
سارگَپه سقطرا (نام علمی: Buteo socotraensis) نام یک گونه از سرده سارگپه است.